# Мисівська сільська рада
Ми́сівська сільська́ ра́да — адміністративно-територіальна одиниця та орган місцевого самоврядування в Ленінському районі Автономної Республіки Крим. Адміністративний центр — село Мисове.

## Загальні відомості
- Населення ради: 1 073 особи (станом на 2001 рік)

## Населені пункти
Сільській раді підпорядковані населені пункти:
- с. Мисове
- с. Азовське
- с. Заводське
- с. Семенівка

## Склад ради
Рада складається з 16 депутатів та голови.
- Голова ради: Мачуцький Олександр Дмитрович

### Керівний склад попередніх скликань
| Прізвище, ім'я, по батькові   | Основні відомості                                                 | Дата обрання | Дата звільнення |
| ----------------------------- | ----------------------------------------------------------------- | ------------ | --------------- |
| Балабаєва Антоніна Петрівна   | Сільський голова, 1954 року народження, член Партії регіонів      | 26.03.2006   | 31.10.2010      |
| Мачуцький Олександр Дмитрович | Сільський голова, 1959 року народження, освіта вища, безпартійний | 31.10.2010   |                 |

Примітка: таблиця складена за даними сайту Верховної Ради України

### Депутати
За результатами місцевих виборів 2010 року депутатами ради стали:

#### За суб'єктами висування
| Суб'єкт висування | Кількість обраних депутатів | %    |
| ----------------- | --------------------------- | ---- |
| Партія регіонів   | 10                          | 62,5 |
| Самовисування     | 6                           | 37,5 |

#### За округами
| № округу        | Прізвище, ім'я, по батькові   | Дата визнання обраним | Освіта             | Партійна приналежність | Відомості про обраного депутата       |
| --------------- | ----------------------------- | --------------------- | ------------------ | ---------------------- | ------------------------------------- |
| Партія регіонів |                               |                       |                    |                        |                                       |
| 2               | Аблязімов Нарім Расимович     | 04.11.2010            | середня            | член Партії регіонів   | СРПП «Аква», головний електрик        |
| 4               | Миронович Валерій Валерійович | 04.11.2010            | вища               | член Партії регіонів   | приватний підприємець                 |
| 5               | Гуріна Олена Борисівна        | 04.11.2010            | вища               | член Партії регіонів   | Мисовський будинок культури, директор |
| 7               | Пивненко Наталя Миколаївна    | 04.11.2010            | вища               | член Партії регіонів   | тимчасово не працює                   |
| 8               | Марченко Наталія Василівна    | 04.11.2010            | середня            | член Партії регіонів   | тимчасово не працює                   |
| 9               | Балмасов Володимир Ілліч      | 04.11.2010            | вища               | член Партії регіонів   | приватний підприємець                 |
| 10              | Климук Ірина Олександрівна    | 04.11.2010            | вища               | член Партії регіонів   | рибна інспекція, іхтіолог             |
| 11              | Власенко Світлана Миколаївна  | 04.11.2010            | вища               | член Партії регіонів   | приватний підприємець                 |
| 12              | Михайленко Надія Дмитрівна    | 04.11.2010            | середня            | член Партії регіонів   | тимчасово не працює                   |
| 16              | Новарчук Віктор Миколайович   | 04.11.2010            | середня спеціальна | член Партії регіонів   | Мисовське лісництво, головний майстер |
| Самовисування   |                               |                       |                    |                        |                                       |
| 1               | Петров Анатолій Михайлович    | 04.11.2010            | середня            | позапартійний          | тимчасово не працює                   |
| 3               | Герасимова Галина Пилипівна   | 04.11.2010            | середня            | позапартійна           | тимчасово не працює                   |
| 6               | Аралов Олександр Михайлович   | 04.11.2010            | середня            | позапартійний          | приватний підприємець                 |
| 13              | Піддубна Тетяна Іванівна      | 04.11.2010            | середня спеціальна | позапартійна           | приватний підприємець                 |
| 14              | Ляшек Ганна Іванівна          | 10.01.2011            | середня            | позапартійна           | ДППЗ «Укрпошта», листоноша            |
| 15              | Колядич Олександр Адамович    | 04.11.2010            | середня спеціальна | позапартійний          | тимчасово не працює                   |